# San Donato (Lucca)
San Donato è un quartiere di Lucca che si estende nella zona a Sud-Ovest della città.
Confina a Nord con le mura di Lucca (presso l'antica Porta San Donato), con i quartieri di Sant'Anna e Sant'Angelo in Campo, a Sud con Pozzuolo e Vicopelago, a Est con San Concordio, a Ovest con Fagnano e Gattaiola.
A livello urbanistico, presenta edifici, case e villette moderne, poste accanto alle storiche corti, che caratterizzavano l'antico quartiere medioevale.

## Storia
Per tutto il medioevo la vecchia chiesa di San Donato e l'Ospedale di San Donato diedero nome alla porta della città che guardava verso il mare.
Il progetto di ampliamento delle mura di Lucca del 1513, comprendeva, tra l'altro, l'abbattimento della vecchia  chiesa di San Donato e della chiesa di San Pietro Maggiore, delle quali si prevedeva la ricostruzione in luogo diverso.
Il progetto iniziale fu poi modificato nel 1515 con la decisione di ingrandire due chiese già esistenti in città.
Nacquero, così, nella futura piazza Napoleone, la chiesa di San Pietro Maggiore e, al posto della chiesetta di Sant'Antonio, la basilica dei Santi Paolino e Donato, su cui fu trasferito il beneficio della chiesa distrutta.
Il territorio della contrada «extra moenia»,  in una fase di notevole sviluppo dal punto di vista edilizio, rimase senza chiesa fino al 1648.
In seguito, dopo il progetto e la costruzione di un campanile nel 1858, nel 1861 fu decretato il riconoscimento ufficiale della parrocchia di San Donato con conseguente distacco dalla parrocchia di San Paolino.